# Inländische Zolllinie

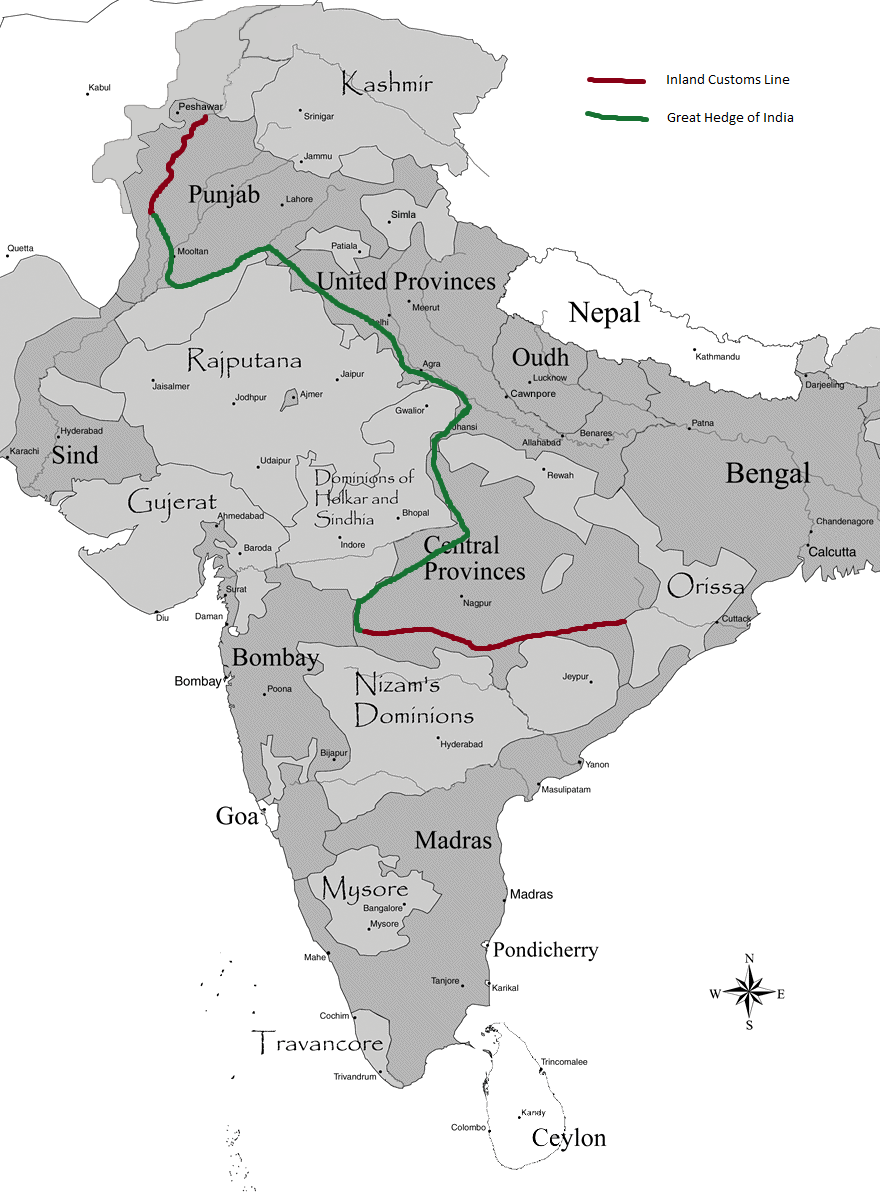
Die Zollgrenze in den 1870er Jahren. Die grüne Linie markiert die Grenzhecke.

Die Inländische Zolllinie (englisch: Inland Customs Line bzw. Great Hedge of India) durchquerte Indien und diente der Erhebung von Zoll auf die Ware Salz. Sie war 2.500 Meilen lang.
Eine Dornenhecke sollte der Abwehr des Schmuggels dienen. Sie wurde im Auftrag der britischen Kolonialverwaltung etwa in den 1840er Jahren angelegt, besaß 1878 bereits eine Länge von 1.100 Meilen, war in vielen Teilen etwa 12 Fuß hoch und 14 Zoll breit. Gepflegt wurde sie von etwa 12.000 Arbeitern. Sie wurde 1879 aufgegeben. Teile der Strecke wurden bis heute als Trasse für den Straßenbau verwendet.